# Österlens flagga
Österlens flagga är en nordisk korsflagga som numera är en vanlig företeelse på Österlen. Flaggan är en blandning av Skånes flagga och Bornholms flagga. Flaggan är inofficiell och har skapats av en person som är bosatt på Österlen och som önskar vara anonym. Den första kända bilden av flaggan är den som laddades upp på Wikipedia år 2011. Den laddades upp av en anonym användare som uppgav att flaggan hade skapats 2010. Enligt upphovsrättslicensen från 2011 som gäller över hela världen donerades bilden till public domain (CC0 1.0 Universal Domain Dedication), vilket innebär att bilden enligt avtalet tillhör allmänheten och får användas av vem som helst och hur som helst, även i kommersiella syften och även i modifierad form. Enligt avtalet så har upphovsmannen överlåtit sina rättigheter till allmänheten för all framtid och frånsagt sig rättigheten till framtida hävningar av public domain avtalet .
På Österlen syntes flaggan först 2015 då klistermärken hade satts upp i bland annat Simrishamn . Under 2016 började flaggan produceras av ett företag som hade googlat fram den på nätet. Företaget registrerade sig som formgivare 2016 i Svensk designdatabas och produkten blev mönsterskyddad (Ansöknings nr 2015/0290). Under 2017 registrerades flaggan som varumärke i Svensk varumärkesdatabas (Reg nr: 540336) I ett reportage i P4 Kristianstad så uppger den anonyma upphovsmannen, som inte har någon koppling till företaget, att flaggan "publicerades på nätet, för att dela med sig fritt till alla som vill använda den".